# Ivars Godmanis
Ivars Godmanis (Riga, 27 november 1951) is een Lets politicus. Hij werd, nadat Letland onafhankelijk werd van de Sovjet-Unie, verkozen tot de eerste premier van het land. In 2007 werd hij nogmaals premier. Sinds 2009 is hij Europarlementariër.

## Biografie
Godmanis diende van 1990 tot 1993 als premier van Letland. Tijdens deze periode richtte hij zich vooral op de lastige economische overgang van een communistische economie naar een kapitalistische economie.
In 1995 kreeg Godmanis de Orde van de Drie Sterren. Van 1998 tot 1999 was hij minister van Financiën. Aanvankelijk was hij lid van de Latvijas Tautas Fronte, maar toen deze partij werd opgeheven werd hij lid van de Latvijas Ceļš. Tijdens de verkiezingen in november 2006 werd hij verkozen tot minister van Binnenlandse Zaken.
Op 14 december 2007 werd Godmanis door president Valdis Zatlers opnieuw genomineerd voor de positie van premier. Hij werd door het parlement verkozen met 54 tegen 43 stemmen.
Op 18 juni 2008 kreeg Godmanis een auto-ongeluk. Op 19 september 2008 verving hij Roger Taylor als drummer voor Queen + Paul Rodgers' opvoering van "All Right Now" tijdens een concert in Riga.
Economische problemen en corruptie maakten dat Godmanis’ overheid aan populariteit verloor. In januari 2009 liepen protesten tegen de Letse overheid uit op de ergste protesten die het land had meegemaakt sinds de onafhankelijkheid in 1991. Op 20 februari 2009 diende Godmanis zijn ontslag in als premier. Hij werd opgevolgd door Valdis Dombrovskis.